# Sportåret 1932

## Händelser

### Amerikansk fotboll
- Chicago Bears vinner NFL-finalen genom att besegra Portsmouth Spartans med 9 – 0.

### Bandy
- 6 mars - IF Göta, vinner SM-finalen mot Västerås SK med 3–2 på Stockholms stadion.[1][2]

### Baseboll
- 2 oktober - American League-mästarna New York Yankees vinner World Series med 4-0 i matcher över National League-mästarna Chicago Cubs.[3]

### Basket
- 18 juni - Internationella basketbollförbundet bildas i Genève.[4]

### Cykelsport
- Alfredo Binda, Italien vinner landsvägsloppet vid VM.
- André Leducq vinner Tour de France
- Antonio Pesenti, Italien vinner Giro d'Italia.

### Fotboll
- 14 februari - fotbollsklubben FC Vaduz bildas.
- 23 april - Newcastle United FC vinner FA-cupfinalen mot Arsenal FC med 2-1 på Wembley Stadium.[5]
- Okänt datum – Athletic Bilbao vinner Copa del Rey.
- Okänt datum – Rangers FC vinner skotska cupen.

#### Ligasegrare / resp lands mästare
- 5 juni - AIK vinner svenska mästerskapet.
- Okänt datum – Kjøbenhavns BK blir danska mästare.
- Okänt datum – Everton vinner engelska ligan.
- Okänt datum – Motherwell FC vinner skotska ligan.
- Okänt datum – Ajax blir nederländska mästare.
- Okänt datum – Lierse blir belgiska mästare.
- Okänt datum – Bayern München blir tyska mästare.
- Okänt datum – Juventus blir italienska mästare.
- Okänt datum – Real Madrid blir spanska mästare.

### Friidrott
- 31 december - Nestor Gomes vinner Sylvesterloppet i São Paulo.[6]
- Paul DeBruyn, Tyskland vinner Boston Marathon.[7]

### Golf

#### Herrar

##### Majorstävlingar
- US Open - Gene Sarazen, USA
- British Open – Gene Sarazen, USA
- PGA Championship - Olin Dutra, USA

### Ishockey
- 13 februari - Kanada blir i Lake Placid olympiska mästare före USA och Tyskland.[8]
- 20 mars - Sverige blir Europamästare i Berlin före Österrike och Schweiz.[9]
- 28 mars - Hammarby IF blir svenska mästare efter finalvinst mot Södertälje SK med 2-1 i Lindarängens ispalats.[10]
- 9 april - Toronto Maple Leafs vinner Stanley Cup efter att i finalspelet besegrat New York Rangers med 3–0 i matcher.[11]
- Okänt datum – Gus Forslund blir säsongen 1932/1933 den förste svenske spelaren i NHL, då han spelar för Ottawa Senators.[12]

### Konståkning

#### VM
- Herrar: Karl Schäfer, Österrike
- Damer: Sonia Henie, Norge
- Paråkning: Andrée Brunet & Pierre Brunet, Frankrike

#### EM
- Herrar: Karl Schäfer, Österrike
- Damer: Sonia Henie, Norge
  - Vivi-Anne Hultén, Sverige blir trea.
- Paråkning: Andrée Joly-Brunet & Pierre Brunet, Frankrike

### Motorsport
- 30 maj — Indianapolis 500 på Indianapolis Motor Speedway vinns av Fred Frame i en Hartz Special Wetteroth-Miller på tiden 4:48:03.79.[13]
- Italienaren Tazio Nuvolari vinner europamästerskapet för Grand Prix-förare.
- Raymond Sommer och Luigi Chinetti vinner Le Mans 24-timmars med en Alfa Romeo 8C.

### Skidor, nordiska grenar
- Okänt datum – Vasaloppet blir inställt.[14]

#### SM
- 20 km ingen tävling
- 30 km vinns av Per-Erik Hedlund, Särna SK. Lagtävlingen vinns av Bodens BK.
- 50 km vinns av Hjalmar Bergström, Sandviks IK.  Lagtävlingen vinns av Bodens BK
- 10 km damer vinns av Sigrid Nilsson, Trångsvikens IF. Lagtävlingen vinns av Domnarvets GIF.
- Backhoppning vinns av Pelle Hennix, Djurgårdens IF. Lagtävlingen vinns av Djurgårdens IF.
- Nordisk kombination vinns av Harald Hedjersson, Djurgårdens IF. Lagtävlingen vinns av Grycksbo IF .

### Tennis

#### Herrar
- 31 juli - Frankrike vinner International Lawn Tennis Challenge genom att finalbesegra USA med 3-2 i Paris.[15]

##### Tennisens Grand Slam
- Australiska öppna - Jack Crawford, Australien
- Wimbledon - Ellsworth Vines, USA
- US Open - Ellsworth Vines, USA

#### Damer

##### Tennisens Grand Slam
- Australiska öppna - Coral Buttsworth, Australien
- Wimbledon – Helen Wills Moody, USA.
- US Open – Helen Jacobs, USA

### Travsport
- Travderbyt körs på Jägersro travbana i Malmö. Segrare blir den svenske hingsten Fakir (SE) e. Tullipan (SE) – Emma Orlan (DK) e. Manrico B (US). Kilometertid:1.34,3 Körsven: Sixten Lundgren
- Travkriteriet körs på Jägersro travbana i Malmö. Segrare blir det svenska stoet Lorry (SE) e. Tullipan (SE) – Emma Orlan (DK) e. Manrico B (US).

## Rekord

### Friidrott
- 26 mars – Ben Eastman, USA, förbättrar världsrekordet på 400 m till 46,4 sek
- 1 juli – Lina Radke, Tyskland, förbättrar världsrekordet på 800 m damer  till 2.16,8 min
- 8 maj – Jadwiga Wajsowna, Polen förbättrar världsrekordet i diskus damer till 39,76 m
- 16 maj – Jadwiga Wajsowna, Polen förbättrar världsrekordet i diskus damer till 40,39 m
- 28 maj - Herman Brix, USA, förbättrar världsrekordet i kula till 16,07 m
- 4 juni - Ben Eastman, USA, förbättrar världsrekordet på 800 m till 1.50,0 min
- 5 juni – Tollien Schuurman, Nederländerna, förbättrar världsrekordet på 100 m damer  till 11,9 sek
- 6 juni – Elisabeth Schumann, Tyskland förbättrar världsrekordet i spjut damer till 44,64 m
- 12 juni – Carolina Gisolf, Nederländerna förbättrar världsrekordet i höjdhopp damer  till 1,62 m
- 18 juni – Nan Gindele, USA förbättrar världsrekordet i spjut, damer till 46,75 m
- 19 juni
  - – Lauri Lehtonen, Finland, förbättrar världsrekordet på 5 000 m till 14.17,0 min
  - - Jadwiga Wajsowna, Polen förbättrar världsrekordet i diskus damer till 42,43 m
  - - Lucinda Moles, Spanien, förbättrar världsrekordet i slägga damer till 22,85 m
- 27 juni – Matti Järvinen, Finland förbättrar sitt eget världsrekord i spjut till 74,02 m
- 9 juli – Nellie Halstead, Storbritannien, förbättrar världsrekordet på 400 m damer  till 56,8 sek
- 2 augusti – Tom Hampson, USA, förbättrar världsrekordet på 800 m till 1.48,8 min
- 4 augusti – Chuhei Nambu, Japan, förbättrar världsrekordet i tresteg till 15,72 m
- 5 augusti – William Carr, USA, förbättrar världsrekordet på 400 m till 46,2 sek
- 6 augusti – James Bausch, USA, förbättrar världsrekordet i tiokamp till 8 462 poäng
- 7 augusti
  - – USA:s stafettlag förbättrar världsrekordet på 4 x 100 m till 40,0 sek
  - – USA:s stafettlag förbättrar världsrekordet på 4 x 400 m till 3.13,4 min
  - - USA:s stafettlag förbättrar världsrekordet på 4 x 100 m damer  till 46,9 sek
  - – Jean Shiley, USA förbättrar världsrekordet i höjdhopp damer  till 1,65 m
- 27 augusti – Leo Sexton, USA, förbättrar världsrekordet i kula till 16,16 m
- 24 september – František Douda, Tjeckoslovakien, förbättrar världsrekordet i kula till 16,20 m

## Evenemang
- Olympiska sommarspelen 1932 äger rum i Los Angeles, USA
  - USA tar flest medaljer (103) och flest guldmedaljer (41).
- Olympiska vinterspelen 1932 äger rum i Lake Placid, USA
  - USA tar flest medaljer (12) och flest guldmedaljer (6).
- VM i cykel anordnas i Rom, Italien.
- VM i konståkning anordnas i Montréal, Kanada.
- EM i konståkning anordnas i Paris, Frankrike.

## Födda
- 27 januari – Boris Sjachlin, rysk gymnast.
- 28 januari – Parry O'Brien, amerikansk friidrottare, två OS-guld.
- 27 februari – Ernst Hinterseer, österrikisk alpin skidåkare och tränare.
- 21 april – Angela Mortimer, brittisk tennisspelare.
- 8 maj - Sonny Liston, amerikansk boxare.
- 12 juni – Mamo Wolde, etiopisk friidrottare
- 7 augusti – Abebe Bikila, etiopisk friidrottare.
- 8 augusti - Zito, brasiliansk fotbollsspelare.
- 17 december - Bill Nilsson, svensk motocrossförare.

## Avlidna
- 13 juni – Erik Boström, svensk sportskytt, ett OS-silver.
- 28 december – Malcolm Whitman, amerikansk tennisspelare.

## Bildade föreningar och klubbar
- 3 juli - IK Oddevold, idrottsförening i Uddevalla, Sverige[16]
- 10 november - Färjestads BK, idrottsförening i Karlstad, Sverige
- 18 december - Rögle BK, idrottsförening i Ängelholm, Sverige

### Fotnoter
1. ↑  Erik Jonsson (2 mars 1931). ”1930–1939”. Svenska Bandyförbundet. Arkiverad från originalet den 15 februari 2015. https://web.archive.org/web/20150215054718/http://www.svenskbandy.se/BANDYFINALEN/HISTORIK/Svenskamastare/Herrar/1930-1939/. Läst 18 mars 2020.
2. ↑  ”Västerås Sportklubbs SM-finaler i bandy”. VSK Forum. http://www.vskforum.com/vsk.nu/SM-finallag.html. Läst 21 juli 2011.
3. ↑  ”1932 World Series” (på engelska). Baseball-Reference.com. http://www.baseball-reference.com/postseason/1932_WS.shtml. Läst 16 juli 2015.
4. ↑  ”FIBA”. Arkiverad från originalet den 9 oktober 2007. https://web.archive.org/web/20071009133518/http://www.fiba.com/pages/eng/fc/FIBA/fibaHist/p/openNodeIDs/987/selNodeID/987/bday.html. Läst 23 augusti 2011.
5. ↑  ”England FA Challenge Cup 1931-1932” (på engelska). RSSSF. http://www.rsssf.com/tablese/engcup1932.html. Läst 19 augusti 2012.
6. ↑  ”1930” (på portugisiska). Sylvesterloppet. Arkiverad från originalet den 1 mars 2014. https://web.archive.org/web/20140301041020/http://www.saosilvestre.com.br/1930. Läst 19 augusti 2012.
7. ↑  ”Boston Marathon”. Arkiverad från originalet den 27 april 2015. https://web.archive.org/web/20150427035419/http://www.baa.org/races/boston-marathon/boston-marathon-history/past-champions/past-mens-open-champions.aspx. Läst 9 april 2011.
8. ↑  ”Jeux Olympiques de Lake Placid 1932” (på franska). Hockey Archives. 13 februari 1932. https://www.hockeyarchives.info/JO1932.htm. Läst 15 augusti 2011.
9. ↑  ”Championnats d'Europe 1932” (på franska). Hockey Archives. 20 mars 2025. https://www.hockeyarchives.info/Euro1932.htm. Läst 15 augusti 2011.
10. ↑  ”Championnat de Suède 1931/32” (på franska). Hockey Archives. 28 mars 1932. https://www.hockeyarchives.info/Suede1932.htm. Läst 15 augusti 2011.
11. ↑  ”NHL 1931/32” (på franska). Hockey Archives. https://www.hockeyarchives.info/NHL1932.htm. Läst 23 mars 2020.
12. ↑  ”Svensk ishockey år för år”. Svenska Ishockeyförbundet. https://www.swehockey.se/globalassets/svenska-ishockeyforbundet/historik/ar_for_ar.pdf. Läst 15 mars 2020.
13. ↑  Race results Arkiverad 6 december 2010 hämtat från the Wayback Machine. (via Indianapolis Star)
14. ↑  ”Historiska segrare”. Vasaloppet. Arkiverad från originalet den 22 mars 2020. https://web.archive.org/web/20200322121012/https://www.vasaloppet.se/wp-content/uploads/sites/1/2019/09/historiska_segrare_vasaloppet_sve_2019-09-18.pdf. Läst 3 mars 2012.
15. ↑  ”Davis Cup”. http://www.daviscup.com/en/results/tie/details.aspx?tieId=10003590. Läst 20 augusti 2011.
16. ↑  Martin Alsiö (9 juli 2004). ”De allsvenska klubbarnas födelsedagar”. Bolletinen. http://www.bolletinen.se/sfs/allsvenskan/grundades.pdf. Läst 18 februari 2015.